# Ian Martin (Menschenrechtsaktivist)

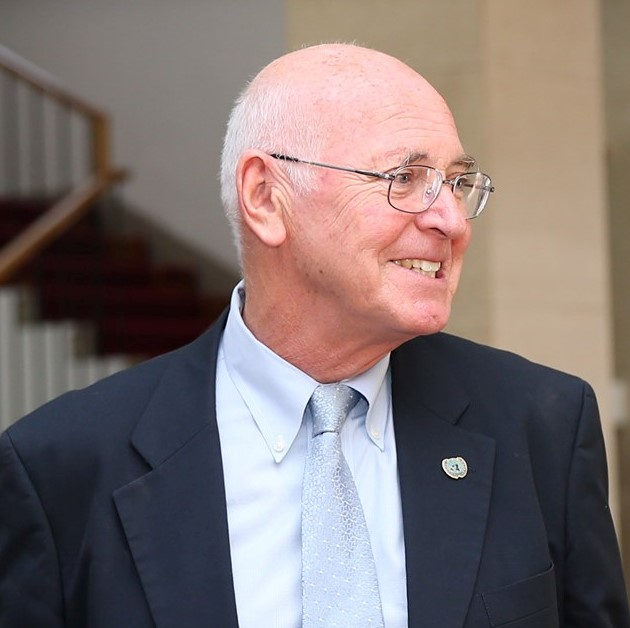
Ian Martin (2019)

Ian Martin (* 10. August 1946 in Chelmsford, Essex) ist ein britischer Menschenrechtsaktivist, der in verschiedenen Organisationen tätig war.

## Funktionen
Von 1986 bis 1992 war Martin Generalsekretär von Amnesty International. 1993 und von 1994 bis 1995 übernahm er den Posten des stellvertretenden Exekutivdirektors der internationalen UN/OAS-Zivilmission in Haiti. 1995 und 1996 war Martin Chef der UN-Menschenrechts-Feldoperation in Ruanda. 1998 wurde es zum Sonderberater für Menschenrechts-Feldoperationen im Büro des UN-Hochkommissars für Menschenrechte. 1998 bis 1999 übernahm Martin den Posten des stellvertretenden Hohen Repräsentanten für Menschenrechte im Büro des Hohen Repräsentanten für Bosnien und Herzegowina.
Von Mai bis November 1999 war Martin Sondergesandter des UN-Generalsekretärs für das Unabhängigkeitsreferendum in Osttimor und Chef der Mission der Vereinten Nationen in Osttimor (UNAMET). In seine Amtszeit fällt die Krise in Osttimor, die etwa 3.000 Menschen das Leben kostete. Von 2000 bis 2001 übernahm Martin das Amt des stellvertretenden Sondergesandten des UN-Generalsekretärs bei der Mission der Vereinten Nationen in Äthiopien und Eritrea (UNMEE). 2002 wurde Martin Vizepräsident des International Center for Transitional Justice in New York und 2005 Repräsentant des UN-Hochkommissars für Menschenrechte in Nepal. 2006 war Ian Martin nochmals in Osttimor als Sondergesandter des UN-Generalsekretärs für Osttimor aufgrund der Unruhen in Osttimor. Zurück in Nepal wurde Martin dortiger persönlicher Gesandter des UN-Generalsekretärs zur Unterstützung des laufenden Friedensprozess (2006–2007) und bis 2009 Sondergesandter des UN-Generalsekretärs und ab Februar 2007 Chef der Mission der Vereinten Nationen in Nepal. 2009 wurde Ian Martin Chef des UN Headquarters Board of Inquiry für Vorfälle im Gaza-Streifen. Seit dem 5. Mai 2011 ist Ian Martin UN-Sonderberater des UN-Generalsekretärs für Post-Konfliktplanung in Libyen sowie erster Chef der United Nations Support Mission in Libya (UNSMIL).

## Auszeichnungen
- Medal des Ordem de Timor-Leste (2009), in Vertretung aller Mitarbeiter der UNAMET[2]
- Ordem da Liberdade (Portugal, 2019)[3]

## Schriften
- All Necessary Measures? The United Nations and International Intervention in Libya. C. Hurst, London 2022, ISBN 978-1-78738-584-9.
- Ian Martin: Self-determination in East Timor: the United Nations, the ballot, and international intervention, 2001